# إيزابيل مولوي
إيزابيل مولوي (بالإنجليزية: Isobelle Molloy)‏ ممثلة إنجليزية ولدت في 6 أكتوبر 2000 في تشيلمسفورد، إسيكس، إنجلترا، المملكة المتحدة بدأت مشوارها الفني عام 2014.

## روابط خارجية
- إيزابيل مولوي على موقع IMDb (الإنجليزية)
- إيزابيل مولوي على موقع أول موفي (الإنجليزية)
- إيزابيل مولوي على موقع قاعدة بيانات الفيلم (الإنجليزية)
- إيزابيل مولوي على موقع كينوبويسك (الروسية)
- Isobelle Molloy's CV on the معهد ريدروفس المسرحي  [لغات أخرى]‏